# Iŭje
Iŭje (bělorusky  Іўе, rusky Ивье – Ivje) je město v Hrodenské oblasti v Bělorusku. K roku 2018 mělo 8,7 tisíce obyvatel a bylo správním střediskem Iŭjevského rajónu.

## Poloha a doprava
Iŭje leží přibližně 140 kilometrů severovýchodně od Hrodna. Nejbližší železniční zastávka je deset kilometrů vzdálená Haŭja na trati z Lidy do Maladzečny.

## Dějiny
První písemná zmínka je z roku 1444. Městem je Iŭje od roku 2000.